# Seznam španskih arhitektov
Seznam španskih arhitektov.

## A
- Vicente Acero y Arebo (1675-1739)
- Luis Alemany Soler
- Rafael Aranda, Carme Pigem & Ramón Vilalta

## B
- Francisco Becerra (1540-1605) (šp.-amer.ː Mehika, Peru)
- Ricardo Bofill (1939-2022)
- Jordi Bonet i Armengol (1925-2022)
- Carle Buxadé

## C
- Josep Puig i Cadafalch (1867–1956)
- Santiago Calatrava (1951-)
- Felix Candela (1910–1997) (špansko-mehiški)
- Ildefons Cerdà (1815–1876)
- José de Benito Churriguera (1665–1725)
- Fernando Colomo (1946-)
- Nacho Criado (1943–2010)

## D
- Lluís Domènech i Montaner (1849/50–1923)
- Pere Domènech i Roura (1881–1962)
- José Jiménez Donoso (1632–1690)

## E
- Enrique Egas (1455–1534)

## F
- Jordi Faulí i Oller (1959-)

## G
- Pío García-Escudero (1952-)
- Antoni Gaudí i Cornet (1852–1926)
- Bernardo Giner de los Ríos (1888-1970)
- Rafael Guastavino

## H
- Juan de Herrera (1530–1597)

## L
- Antonio Lamela (1926-2017)

## M
- Joan Margarit (1938–2021)
- Enric Miralles (1955–2000)
- José Rafael Moneo Valles (1937-)
- Belén Moneo (1965-)
- Manuel Muñoz Monasterio (1903-1969)
- Lluís Muncunill i Parellada (1868-1931)

## N
- Fuensanta Nieto de la Cierva (1954-)

## P
- Eduardo Paniagua (1952-)
- Carmen Pinós (1954-)
- Pablo López Prol
- Isidre Puig Boada (1891-1987)
- Josep Puig y Cadafalch (1869-1956)

## R
- Ventura Rodríguez Tizón (1717-1785)
- Simón Ángel Ros (1953-)

## S
- Francisco Javier Sáenz de Oiza (1918-2000)
- Josep Lluís Sert (1902-1983)
- Enrique Sobejano (1957-)
- Manuel de Solà-Morales (1939-2012)
- Martí Sureda i Deulovol (1822-1890)

## T
- Eduardo Torroja (1899–1961)

## U
- Patricia Urquiola (1961-)

## V
- Juan de Villanueva